# Vincent Margera
Vincent Roy Margera (Chester (Pennsylvania), 3 juli 1956 – 15 november 2015) ook wel bekend als Don Vito, was een Amerikaanse televisiepersoonlijkheid. Hij was de broer van Phil Margera en de oom van Bam Margera en Jess Margera. Hij was te zien in onder andere 
de CKY video's en Viva La Bam.

## Biografie
Don Vito kwam voor in voornamelijk het programma Viva La Bam, met zijn jongere broer Phil Margera en neefjes Bam en Jess Margera. Hij was ongetrouwd en woonde in West Chester (Pennsylvania).
Zijn bijnaam heeft hij van zijn neef Bam gekregen en is gebaseerd op zijn vaak onverstaanbare manier van spreken zoals ook Don Vito Corleone uit de film The Godfather doet. Hij was vaak onverstaanbaar, vooral als hij boos of gefrustreerd was. Dit had als gevolg dat er vaak ondertiteling nodig waren (zelfs in Engelstalige landen). Vaak sloeg hij in dit soort situaties wartaal uit waardoor er zelfs in de ondertiteling vaak dingen als "blabla" stonden. Hij had obesitas en een oogafwijking, waar hij vaak mee gepest werd door Bam.
Vincent Margera was in 2006 gearresteerd voor het betasten van een 12-jarig meisje. Er volgde een strafzaak en hij kreeg uiteindelijk 10 jaar voorwaardelijke straf. Daarnaast mocht hij de rol van Don Vito niet meer vertolken in welk programma dan ook. Hierdoor kwam hij onder andere niet voor in Jackass Number Two, Jackass 2.5, Jackass 3D, Jackass 3.5, Bam Margera Presents: Where the #$%& Is Santa? en Bam's Unholy Union.